# Departamento Guatraché
Guatraché es un departamento ubicado en la provincia de La Pampa en Argentina.

## Gobiernos locales
Su territorio se divide entre:
- Municipio de Santa Teresa
- Municipio de Alpachiri
- Municipio de General Manuel Campos
- Municipio de Guatraché (parte de su zona rural está en el departamento Hucal)
- Comisión de fomento de Perú (parte de su zona rural está en el departamento Hucal)
- Zona rural del municipio de Doblas (el resto se extiende en el departamento Atreucó)
- Zona rural de la comisión de fomento de Colonia Santa María (el resto se extiende en el departamento Utracán)

## Ubicación y accesos
El departamento Guatraché está ubicado en el sudeste de la provincia. Limita al norte con el departamento Atreucó, al este con la provincia de Buenos Aires, al sur con el departamento Hucal y al oeste con el departamento Utracán. Las rutas de acceso son las provinciales RP 1 y RP 24.

## Toponimia
El nombre "Guatraché" proviene de la expresión mapuche "guatra": panza y "che": gente, es decir "gente con panza" o "gente gorda".

Según otras versiones, la expresión "guatra" significa forastero, de modo que "guatra che" equivale a  "gente forastera".

## Historia
La ciudad de Guatraché, cabecera del departamento, fue fundada el 19 de abril de 1908 por la Guatrache Land Company, en el marco de las acciones de colonización que esta y otras empresas privadas llevaban adelante en los territorios antes ocupados por los pueblos originarios. En especial, en la región de Guatraché habitaban miembros de la tribu de Manuel Namuncurá.En esa época, la actual provincia de La Pampa era un territorio nacional creado luego de la subdivisión de la Gobernación de la Patagonia. Hacia los primeros años del siglo XX, la extensión del ferrocarril trajo como consecuencia inmediata la llegada de gran número de inmigrantes que, de modo espontáneo o a través de las empresas de colonización, se instalaron en la región.

En su mayoría, estos grupos de inmigrantes de origen ruso-alemán, español e italiano se dedicaron a actividades agro-ganaderas en parcelas obtenidas principalmente mediante el sistema de arriendo, con lo cual, cambiaría la matriz socioeconómica de la zona, pasando de una estructura pastoril desarrollada en grandes superficies a una estructura de unidades productivas de relativamente poca superficie, en general trabajada personalmente por el colono o arrendatario y su familia.

## Población
Contó con 9517 habitantes (Indec, 2022), lo que representó un incremento del 7.8% frente a los 8831 habitantes (Indec, 2010) del censo anterior.

| Gráfica de evolución demográfica de Guatraché entre 1991 y 2022 |
|                                                                 |
| Fuente: censos nacionales del INDEC                             |

El departamento Guatraché posee una gran comunidad de menonitas de origen alemán y ruso.

## Economía
El departamento Guatraché forma parte de la Microrregión 9, uno de los sectores en los cuales el Ministerio de la Producción de La Pampa subdividió virtualmente a la provincia, a los efectos del análisis de la problemática regional y la definición y puesta en marcha de planes de desarrollo. Esta microrregión se caracteriza por una estructura productiva vinculada a la agricultura y la ganadería, actividades que se sustentan en las condiciones ecológicas e históricas de la zona.

La mayoría de los productores desarrollan su actividad, principalmente el cultivo de trigo y la cría de bovinos, en unidades de 50 a 500 ha.